# ساریگان
ساریگان (به اسپانیایی: Sarigan) یک جزیره در جزایر ماریانای شمالی است که در اقیانوس آرام واقع شده‌است.

## خصوصیات
ساریگان غیرمسکونی می‌باشد و ۵۳۸ متر بالاتر از سطح دریا واقع شده‌است.